# Wapen van Onhaye

Wapen van Onhaye

Het wapen van Onhaye is het gemeentelijke wapen van de gemeente Onhaye in de Belgische provincie Namen. Het wapen werd in 1981 toegekend en is sindsdien niet gewijzigd.

## Geschiedenis
Het wapen van Onhaye is exact gelijk aan het wapen van Anthée een van de gemeenten die in 1977 tot de gemeente Onhaye fuseerden. Het wapen toont een buste van de Romeinse god Mercurius die bij opgravingen bij de Romeinse villa Anteia werd gevonden. Het wapen werd op 4 april 1981 officieel aan de gemeente toegekend.
De buste wordt of getoond met een mercuriushoed of met vleugels op het hoofd zelf. Ook staat de buste vaak op een ronde sokkel. De buste staat ook op de gemeentelijke vlag afgebeeld.

## Blazoenering
De eerste en tweede blazoenering luiden als volgt:
De gueules au buste de Mercure d'argent.

Van keel beladen met een zilveren buste van Mercurius.
De heraldische kleuren zijn keel (rood) en zilver.